# Timo Aho
Timo Aho (1980) es un deportista finlandés que compitió en snowboard. Ganó una medalla de bronce en el Campeonato Mundial de Snowboard de 1999, en la prueba de halfpipe.

## Medallero internacional
| Campeonato Mundial | Campeonato Mundial       | Campeonato Mundial | Campeonato Mundial |
| Año                | Lugar                    | Medalla            | Competición        |
| ------------------ | ------------------------ | ------------------ | ------------------ |
| 1999               | Berchtesgaden (Alemania) | Medalla de bronce  | Halfpipe           |